# Франциска Меллінґер

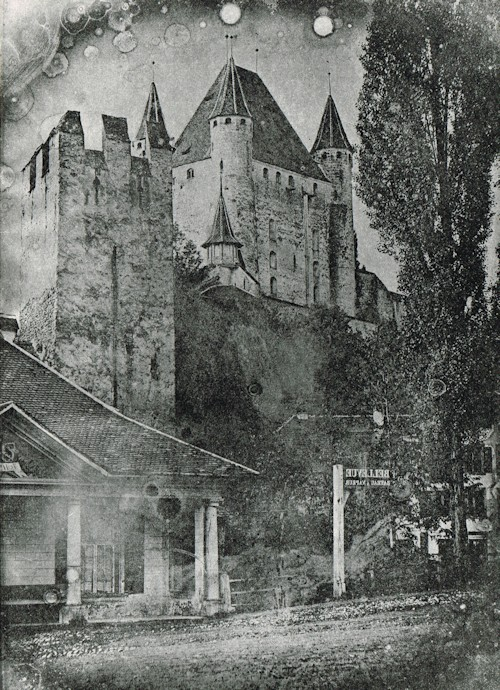
Замок Тун (бл. 1844), єдиний збережений оригінал дагеротипу Меллінґер

Луїза Франциска Меллінґер (1817—1880) — швейцарська фотографка німецького походження, яка працювала з дагеротипами на початку 1840-х років. Вважається першою фотографкою серед жінок, що активно працювала у Швейцарії. Меллінґер також першою у Швейцарії використовувала літографію як засіб публікації кількох копій своїх пейзажів ще в 1844 році.

## Біографія
Луїза Франциска Меллінґер народилася 14 березня 1817 року в Шпаєрі, Німеччина, другою дитиною годинникаря Давіда Мьоллінґер та Розіни, до шлюбу Фліхт. Після смерті батька в 1834 році сім'я переїхала до Швейцарії.
Протягом усього життя Меллінґер була дуже близька зі своїм старшим братом Отто (1814—1886), який вивчав математику та фізику. З 1836 року він викладав математику в кантональній школі в Золотурні. З 1842 року Меллінґер подорожувала Швейцарією, роблячи дагеротипні фотографії пам'яток та пейзажів. Процес дагеротипії був доступним у комерційному продажі з 1839 року і був продемонстрований того року у Швейцарії.
Не до кінця відомо, чому Меллінґер зацікавилася дагеротипами, але, можливо, цьому посприяв звіт про роботу Луї Дагера, опублікований 4 квітня 1839 р. в місцевій газеті в Золотурні, яку редагував її брат. Пізніше Солотурнер Блатт повідомила про прогрес у розвитку дагеротипів 28 серпня 1839 року. У грудневому виданні Отто Меллінґер ще детальніше повідомляв про прогрес.
Франциска Меллінґер була першою жінкою, яка займалася фотографією у Швейцарії, і однією з перших, хто виробляла дагеротипи. Вона, безумовно, була винятком у професії, якою в основному займались чоловіки. Оскільки дагеротипи не можна було передрукувати, вона перекладала свої зображення в літографії, які потім можна було дублювати. Існує припущення, що Меллінґер подорожувала з караваном, де могла обробляти свої дагеротипи в темній кімнаті (якfце робив її швейцарський колега Йоганн Баптист Ізенрінг).

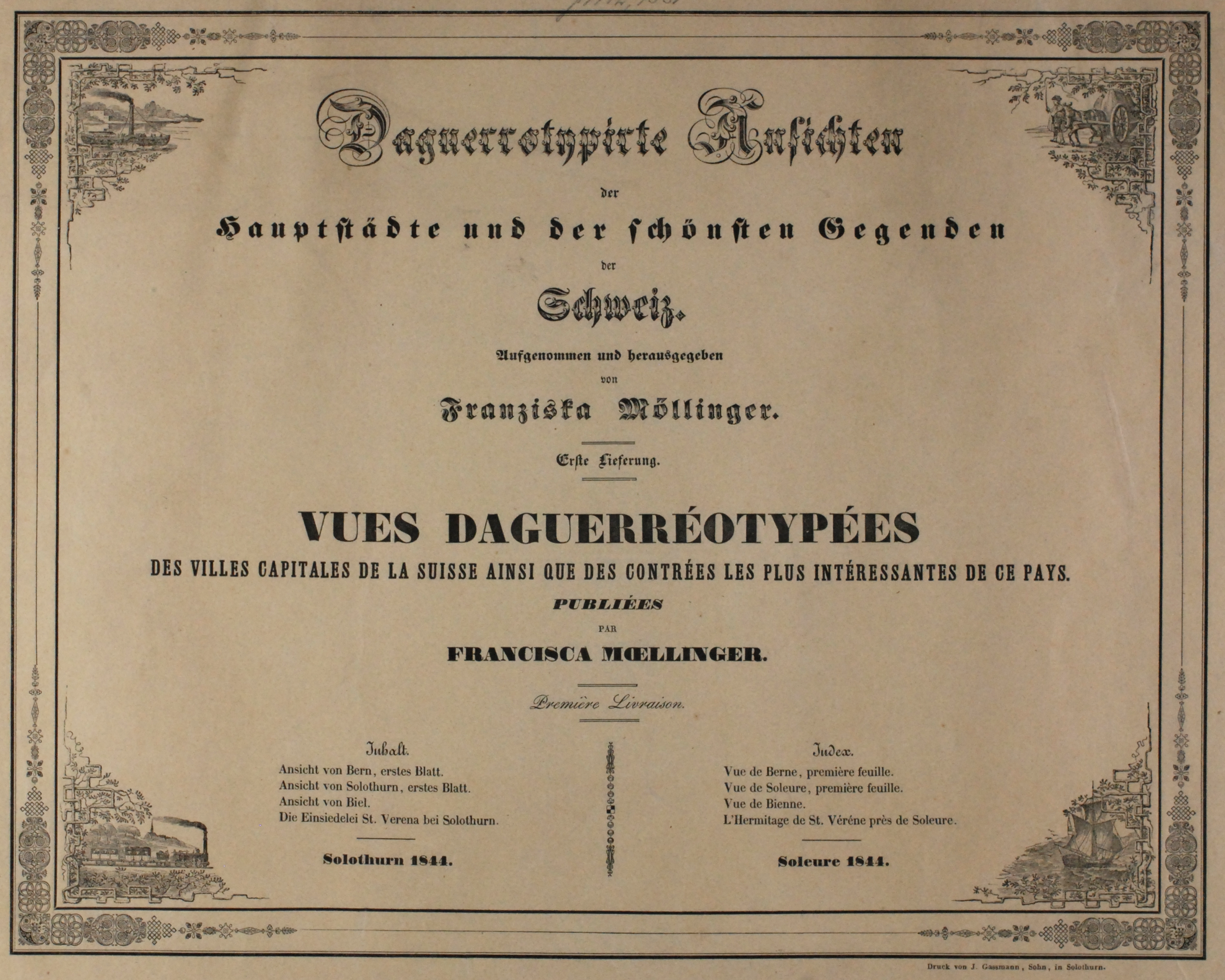
Обкладинка колекції Мьоллінгер 1844 року з 16 літографій швейцарських сільських та міських сцен

8 квітня 1843 року у «Золотурнер Блатт» №28 з'явилася реклама, в якій повідомлялося, що Франциска Меллінґер надає послуги фотографування індивідуальних та сімейних портретів.
У 1844 році Меллінґер опублікувала перші чотири літографії зі своїх дагеротипів, які розробила у власній студії в Золотурні. Того ж року вона видала першу книгу літографій німецькою, засновану на дагеротипах. Робота називалася «Daguerreotypirte Ansichten der Hauptstädte und der schönsten Gegenden der Schweiz — Vues daguerréotypées des villes capitales de la Suisse ainsi que des contrées les plus intéressantes de ce pays».
Про життя Меллінґер відомо мало. У 1868 році вона переїхала до Цюриха з братом, де вони відкрили приватну школу. Після цього відкрили подібний заклад у Флунтерні. Після тривалої хвороби, можливо внаслідок отруєння ртуттю в результаті її фотографічної обробки, Франциска Меллінґер померла від легеневих ускладнень у Цюриху 26 лютого 1880 року.

## Галерея літографій Меллінґер
Це добірка літографій Меллінґер, опублікованих у 1844 році на основі її дагерротипів:

### Міські сцени

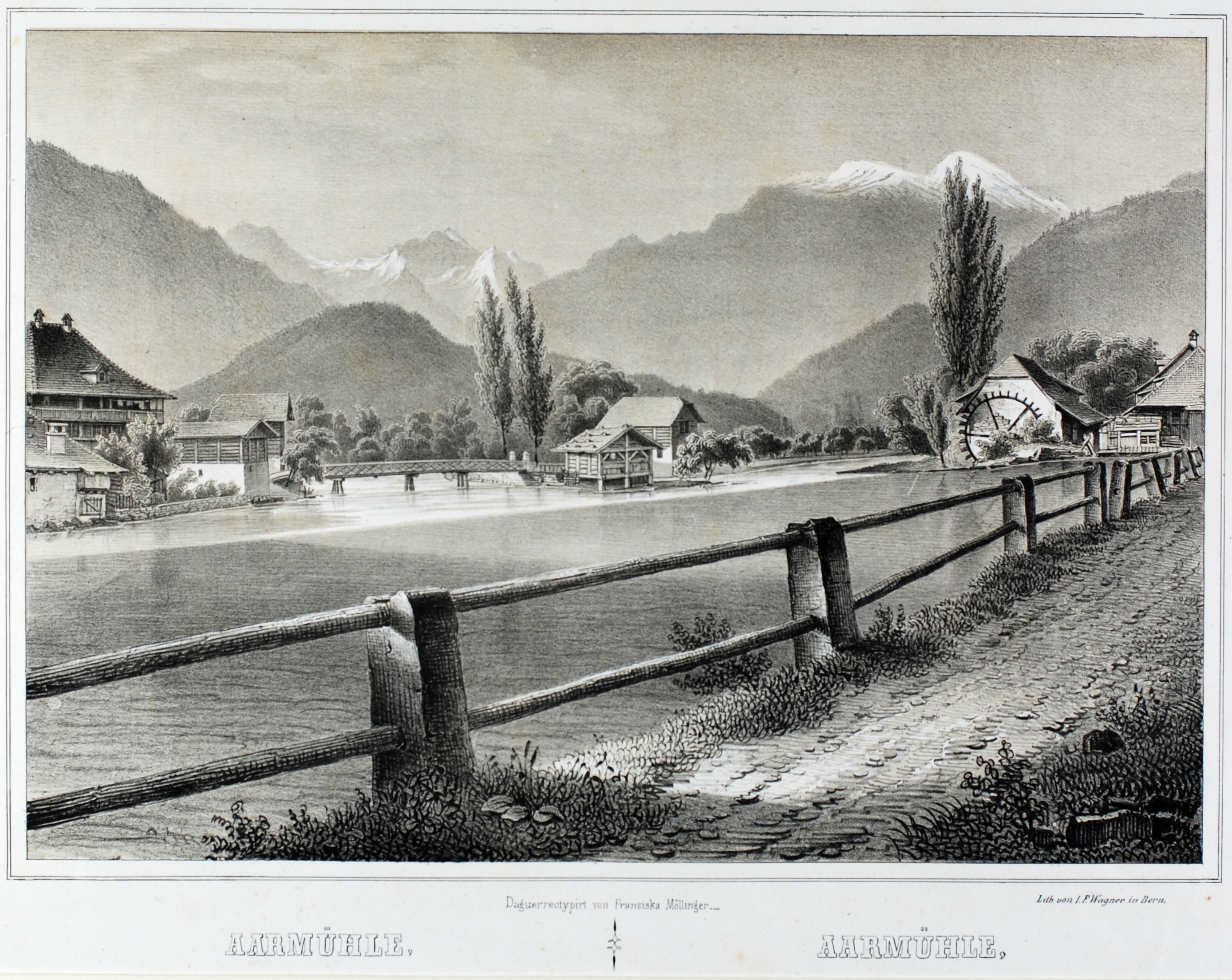
Аармюле
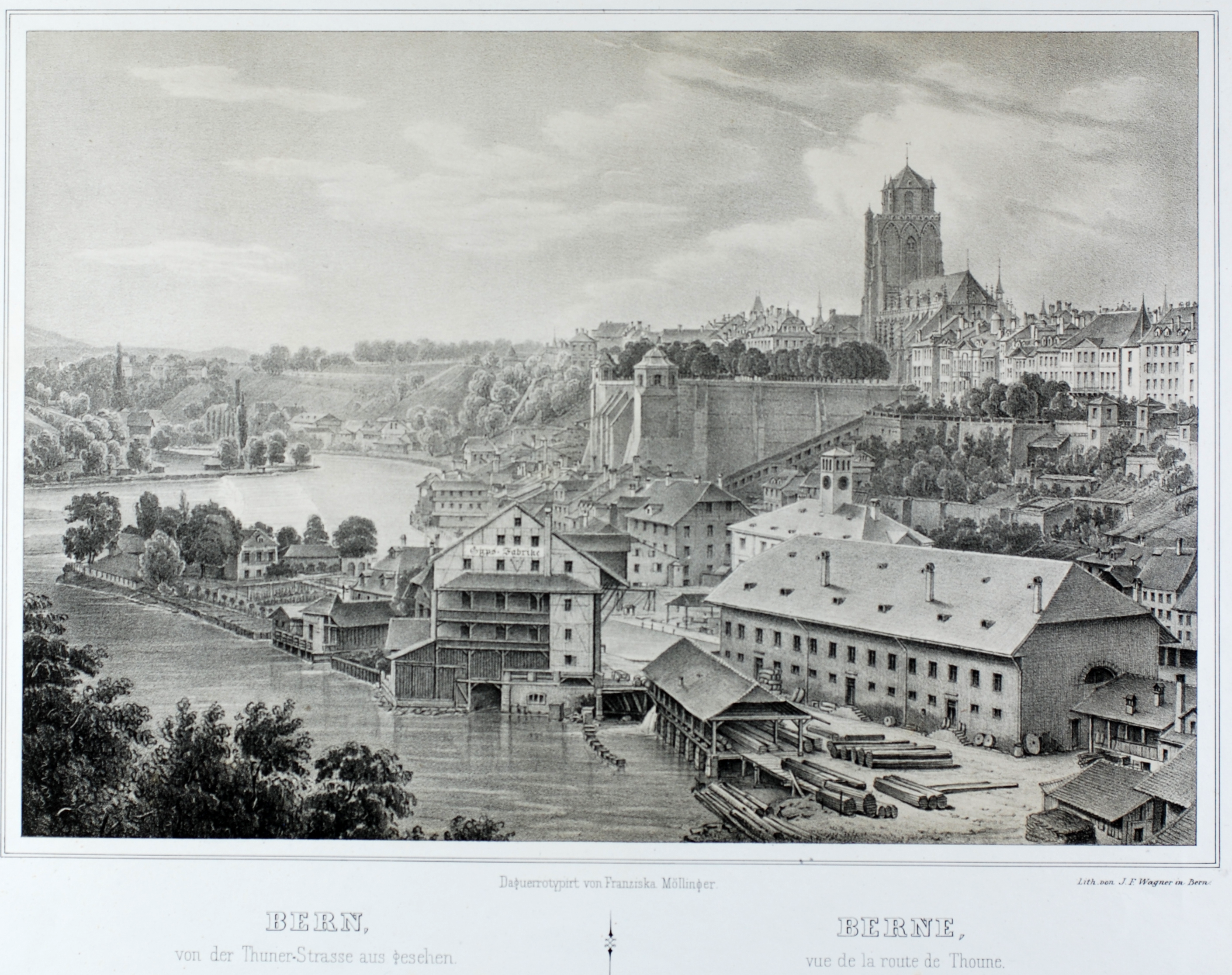
Берн
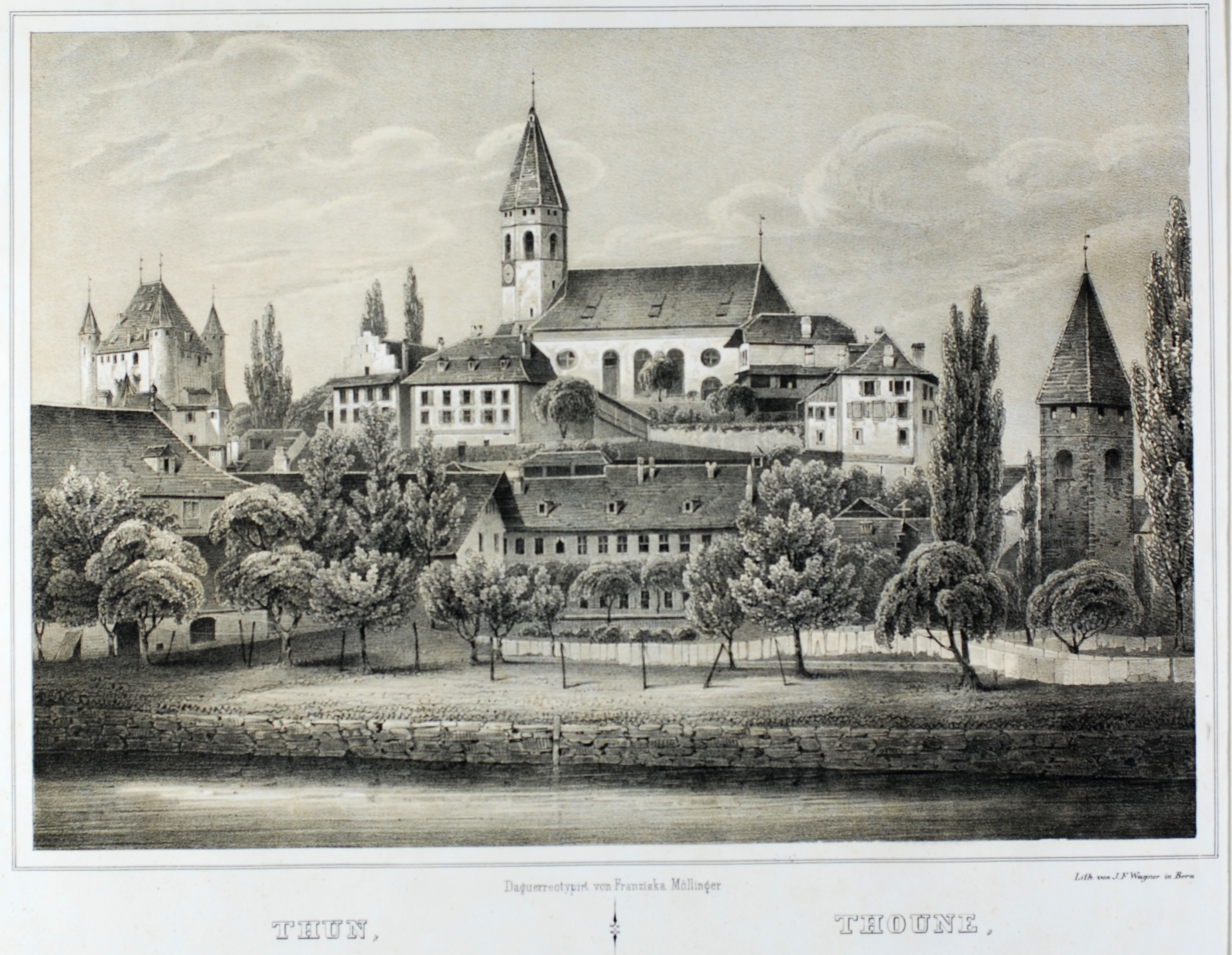
Фаульгорн
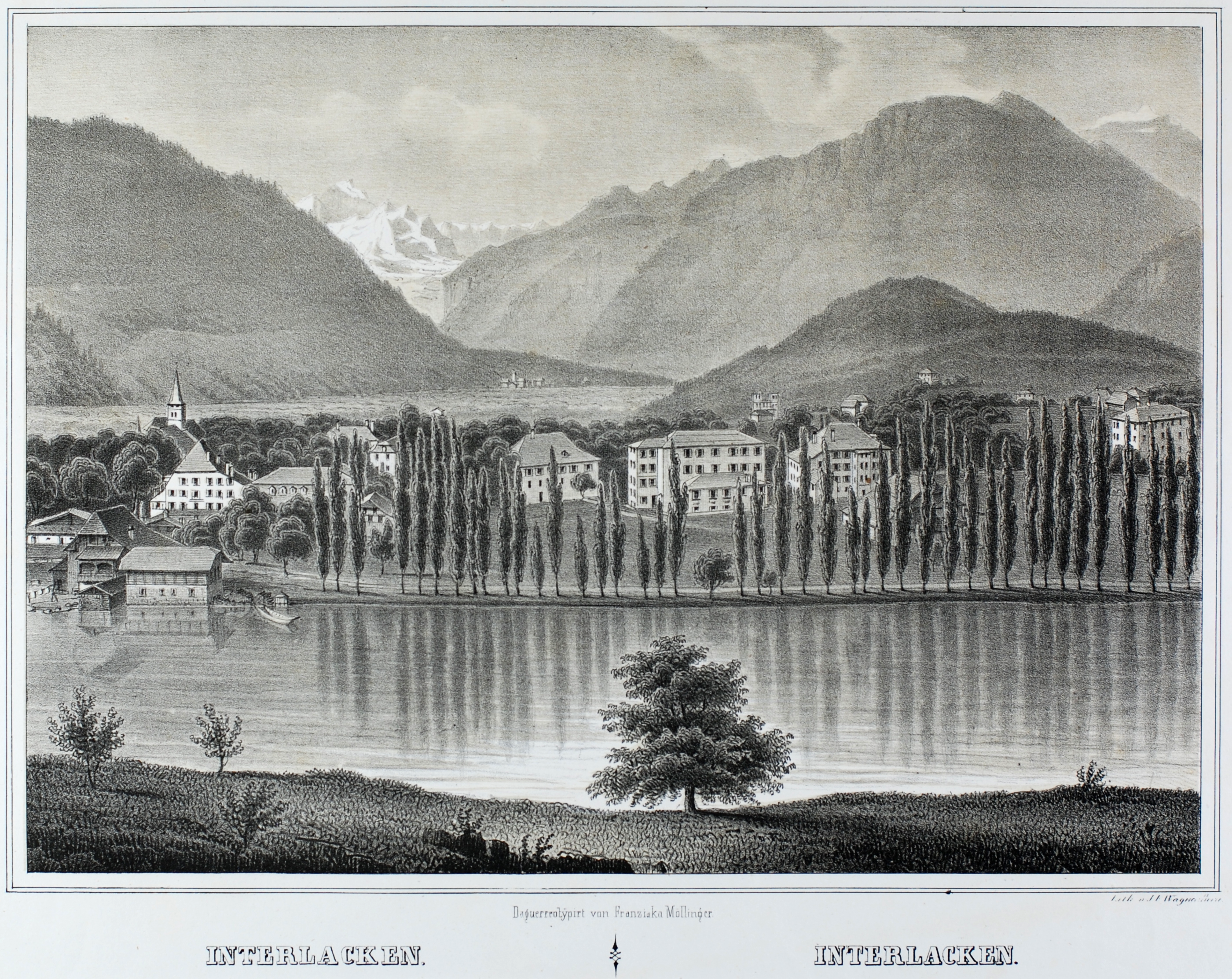
Інтерлакен
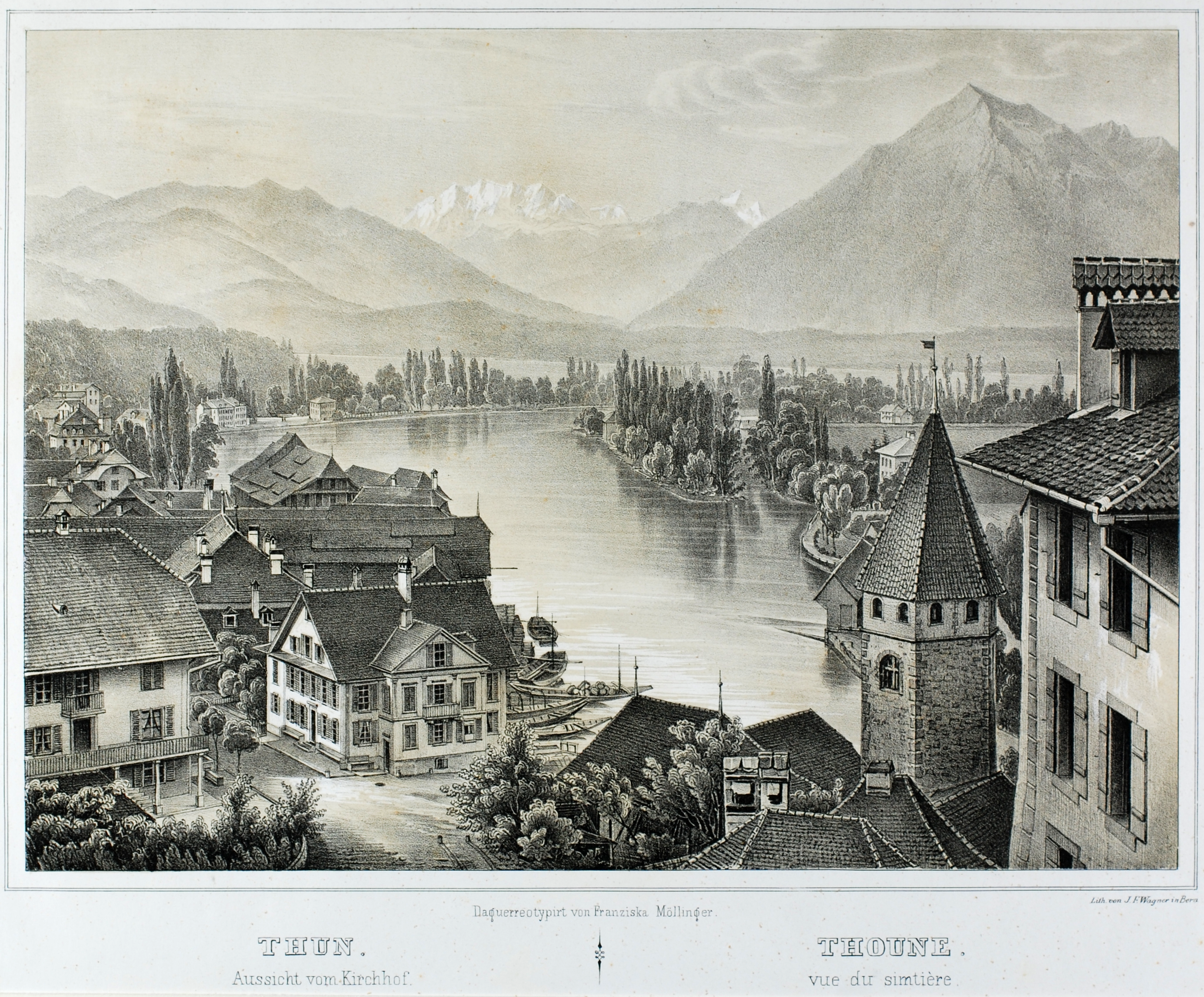
Тун

### Сільські сцени

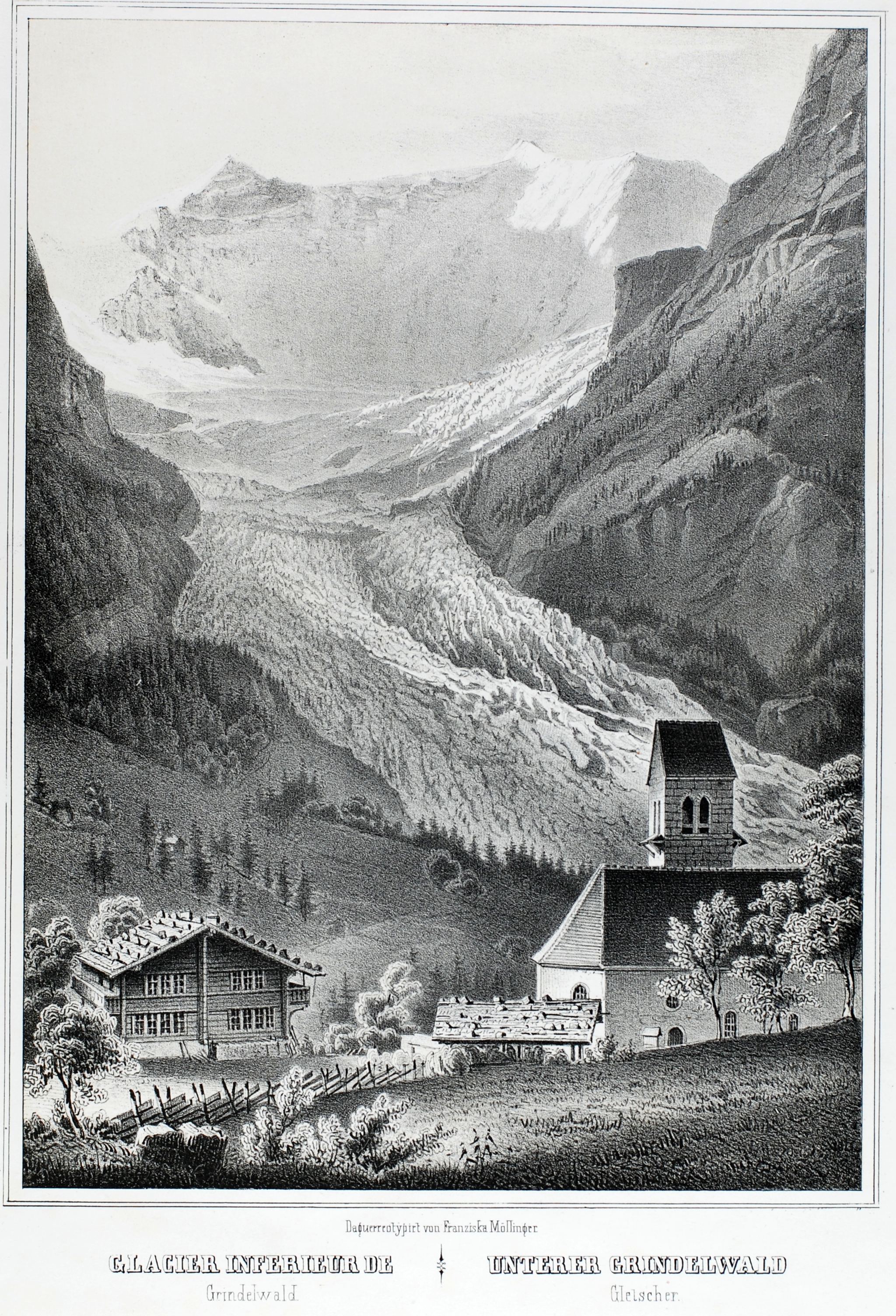
Льодовик Гріндельвальд
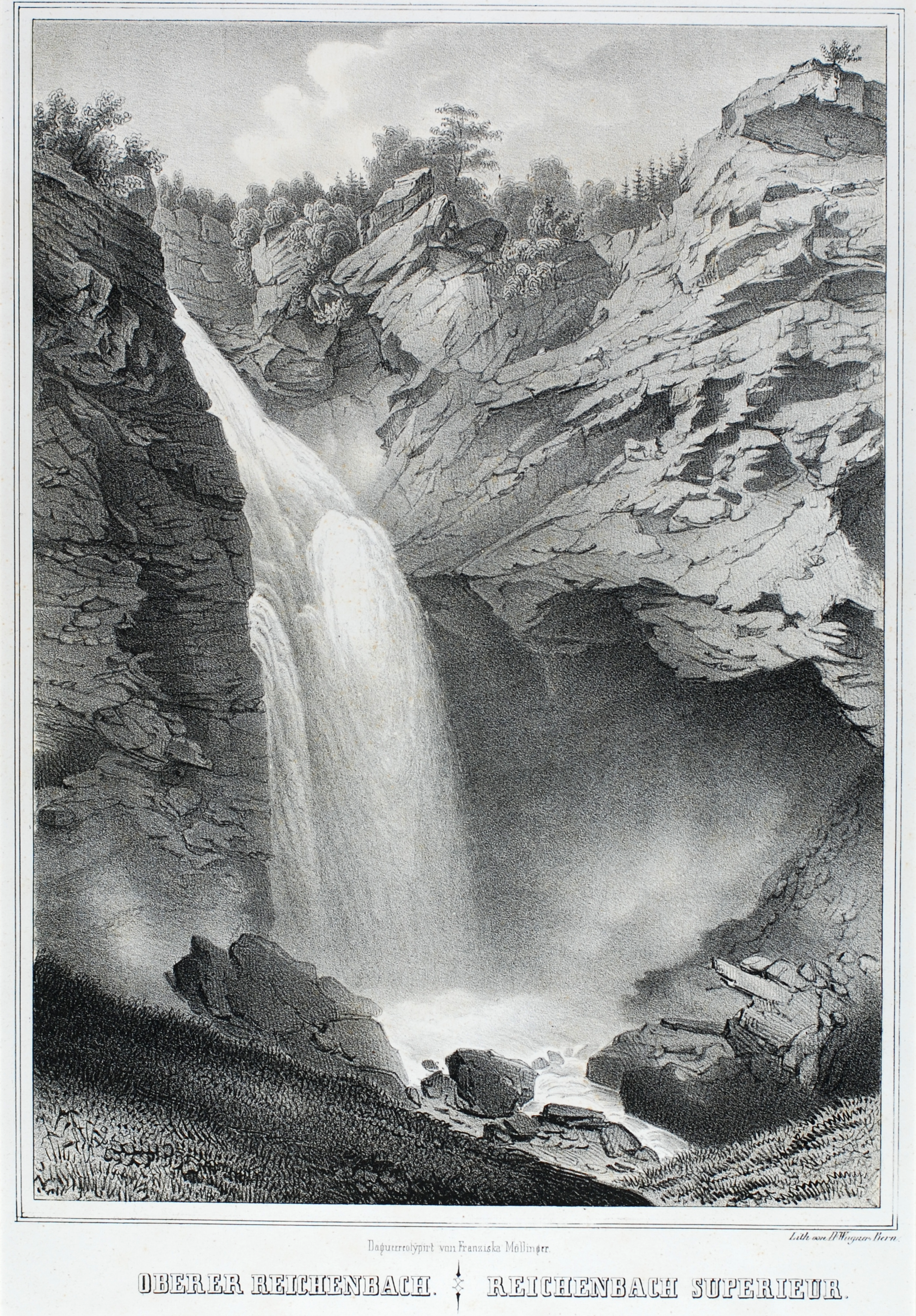
Оберер Райхенбах
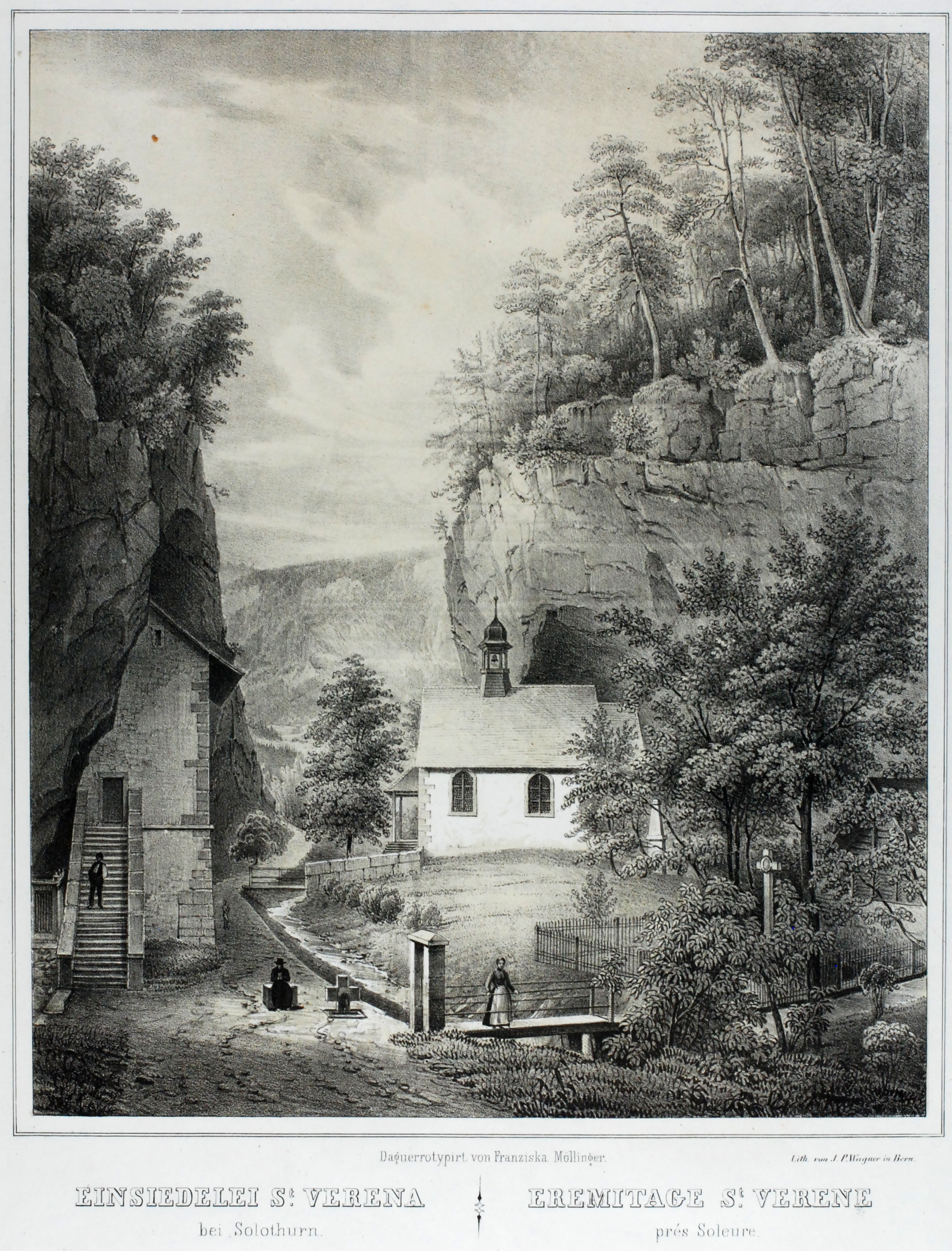
Веренський каньйон
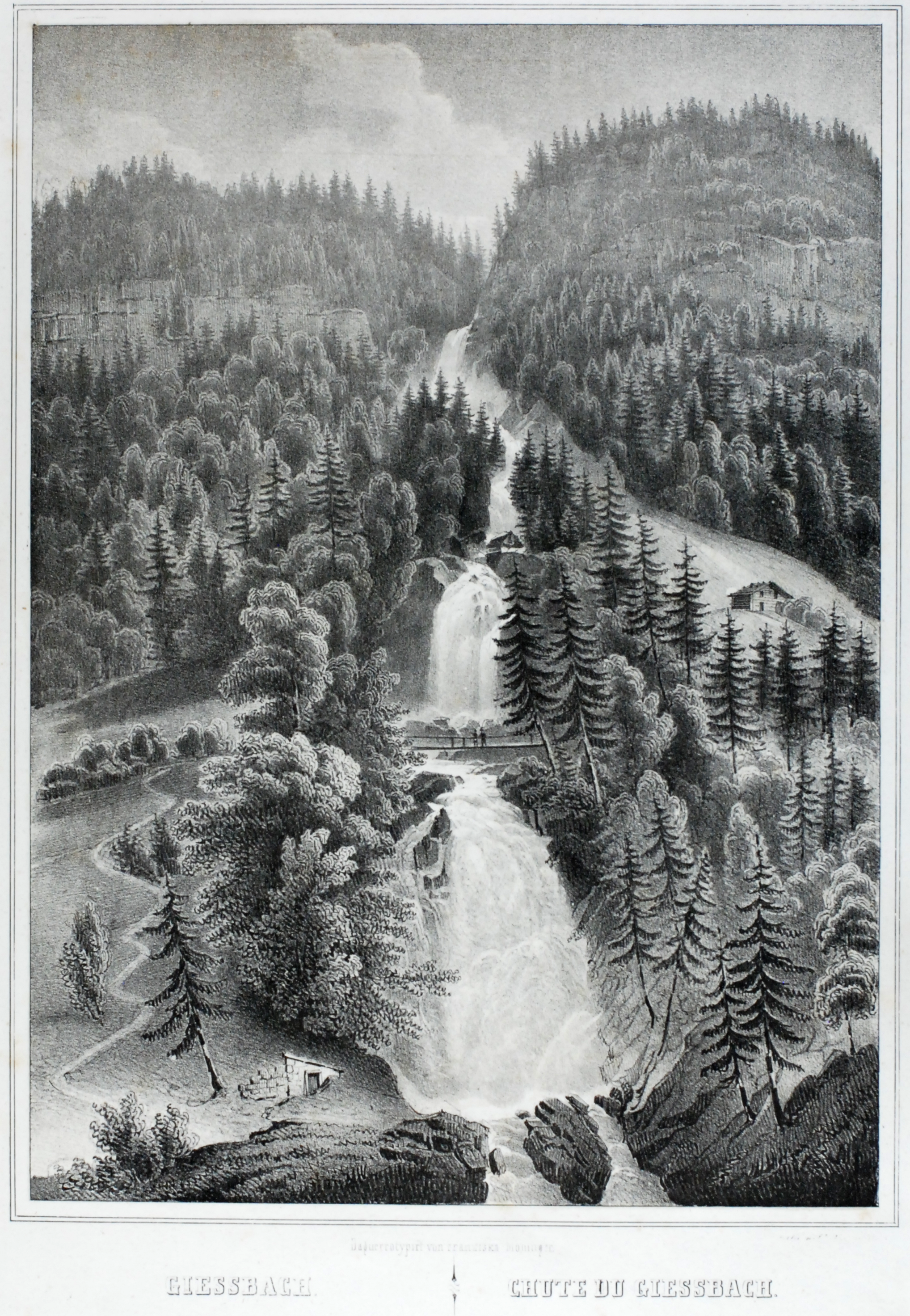
Гіссбах